# Guillermo del Corral
Guillermo José del Corral Díez del Corral (Madrid, 13 de julio de 1954) es un técnico forestal y político español.

## Biografía
Nacido en Madrid, pero con ascendencia familiar en el valle de Iguña, reside en Molledo desde 1979, donde es secretario general de la Agrupación Socialista. Es técnico forestal, funcionario de carrera desde 1980, pero cuenta con una excedencia por servicios especiales.
Ha sido senador por Cantabria en la X, XI, XII y XIII legislaturas. En 2015 fue nombrado senador autonómico por el Parlamento de Cantabria tras imponerse en la votación a Luis Carlos Albalá.